# Ceptura
Ceptura is een Roemeense gemeente in het district Prahova.
Ceptura telt 5100 inwoners.